# Coryphoblennius
Coryphoblennius is een monotypisch geslacht van straalvinnige vissen uit de familie van naakte slijmvissen (Blenniidae). Het geslacht is voor het eerst wetenschappelijk beschreven in 1943 door Norman.

## Soort
- Coryphoblennius galerita (Linnaeus, 1758)